# 2008 w sztukach plastycznych
Wydarzenia w sztukach plastycznych i wizualnych w 2008 roku.

## Wydarzenia
- W Tate Modern odbyła się dziewiąta wystawa z cyklu "The Unilever Series" – TH.2058 Dominique Gonzalez-Foerster (14 października 2008 – 13 kwietnia 2009)[1]
- W dniach 5 kwietnia – 15 czerwca odbyło się V Berlin Biennale
- 19 września została otwarta wystawa Fly Yoko Ono w Centrum Sztuki Współczesnej Zamek Ujazdowski w Warszawie (19 września – 11 listopada 2008), autorką koncepcji i kuratorką wystawy była Yoko Ono, a koordynatorami wystawy: Gunnar B. Kvaran (dyrektor Muzeum Sztuki Współczesnej Astrup Fearnley w Oslo) i Kaja Pawełek (Centrum Sztuki Współczesnej Zamek Ujazdowski w Warszawie)[2]
- W październiku odbyła się pierwsza oficjalna edycja Mediations Biennale w Poznaniu
- We Wrocławiu powołane do życia zostaje Centrum Sztuki WRO
- W rankingu Kompas Sztuki pierwsze miejsce zajął Tadeusz Kantor, a wśród grup artystycznych – Ładnie[3]

## Malarstwo
- Edward Dwurnik

Z XXVII cyklu "Poprawić Mozarta"
Czarna Stopa – druk, tusz, tempera, płótno, 70x50 cm
Polish kicz – druk, tusz, tempera, płótno, 50x70 cm
Vivat profesore – druk, tusz, akryl, płótno, 50x70 cm
- Pola Dwurnik

Młodzi malarze krakowscy – gwasz/tusz na papierze, 70x100 cm, w kolekcji MOCAK

## Rzeźba
- Magdalena Abakanowicz

Samotnie – płótno workowe, 150-200 cm
- Roxy Paine

Inversion – stal nierdzewna

## Instalacja
- Tomasz Bajer

Minimalism of Guantanamo – 200×150×200 cm
- Oskar Dawicki

Bałwan cytatów – śnieg, grawerowane metalowe guziki, zamrażarka,  200×80×70 cm, w kolekcji Muzeum Sztuki Nowoczesnej w Warszawie

## Wideo
- Mirosław Bałka

I Knew It Had 4 in It – HD video, 15 min 48 s
- Paweł Althamer

Uskrzydleni – beta SP, 8 min 42 s
- Anna Baumgart

Do Utworu o matce i ojczyźnie Bożeny Keff – HD video, 7 min 14 s
- Piotr Bosacki

Film o Kostuchu – beta SP, 2 min 50 s
- Agnieszka Brzeżańska

Blue Movie – beta SP, 4 min 19 s
- Oskar Dawicki

Drzewo wiadomości – beta SP, 4 min 33 s
- Aneta Grzeszykowska

Bolimorfia – HD video, 7 min 21 s
- Wiktor Gutt

Dzikość dziecka – HD video, 17 min 10 s
- Agnieszka Polska

Ćwiczenia korekcyjne – beta SP, 8 min 02 s
- Joanna Rajkowska

Linie lotnicze – beta SP, 22 min 51 s
- Adam Janisch

A Game – DigiBeta, 37 min 45 s
- Artur Żmijewski

Demokracje: Inscenizacja jednej z bitew Powstania Warszawskiego na Mokotowie – DigiBeta, 8 min 33 s
Demokracje: Transmisja meczu Niemcy – Turcja w półfinałach ME w piłce nożnej – DigiBeta, 6 min 52 s
Demokracje: 60-ta rocznica Nakby – tragedii palestyńskiej – DigiBeta, 6 min 57 s
Demokracje: Święto Pracy – DigiBeta, 5 min 28 s
Demokracje: Cotygodniowy protest przeciwko okupacji izraelskiej – DigiBeta, 9 min 7 s
Demokracje: Pogrzeb Jörga Haidera – przywódcy skrajnie prawicowej partii BZÖ, szefa regionu Karyntii – DigiBeta, 7 min 43 s
Demokracje: Inscenizacja jednej z bitew Powstania Warszawskiego na Żoliborzu – DigiBeta, 8 min 28 s
Demokracje: Blokada drogi nr 465 do izraelskiego osiedla Beit Arye na Zachodnim Brzegu – DigiBeta, 5 min 31 s
Demokracje: Odczytanie listu Episkopatu Polski o zapłodnieniu in vitro – DigiBeta, 8 min 15 s
Demokracje: Demonstracja związkowców „Solidarności“ – DigiBeta, 8 min 59 s
Demokracje: Loyalists' Parade – 339th Anniversary of the Battle of Boyne – DigiBeta, 5 min 40 s
Demokracje: Święto Wojska Polskiego – DigiBeta, 6 min 2 s
- Daniel Rumiancew

Tańcząc ze łzami w oczach – beta SP, 18 min 40 s
- Katarzyna Kozyra

Opowieść letnia – HD video, 19 min 58 s
- Tomasz Kozak

Song of Sublime – beta SP, 11 min 30 s

## Nagrody
- Nagroda im. Katarzyny Kobro – Zbigniew Rybczyński[36]
- Paszport „Polityki” w kategorii sztuki wizualne – Maciej Kurak[37]
- Nagroda im. Jana Cybisa – Tomasz Tatarczyk
- Nagroda Turnera – Mark Leckey[38]
- Nagroda Oskara Kokoschki – William Kentridge[39]
- Nagroda im. Vincenta van Gogha – Deimantas Narkevicius[40]
- 21. Międzynarodowe Biennale Plakatu[41]

Złoty medal w kategorii plakatów ideowych – Mark Gowing
Złoty medal w kategorii plakatów promujących kulturę – Ronald Curchod
Złoty medal w kategorii plakatów reklamowych – Yumiko Meya
Złoty Debiut im. Henryka Tomaszewskiego – Anita Wasik
Nagroda specjalna The Icograda Excellence Award – Pierre Mendell
Nagroda Honorowa im. Józefa Mroszczaka – Joanna Górska i Jerzy Skakun
Nagroda Stowarzyszenia Twórców Grafiki Użytkowej – Kleon Medugorac
Nagroda Związku Artystów Scen Polskich – Anna Bujak
- Hugo Boss Prize – Emily Jacir[42]
- World Press Photo – Tim Hetherington[43]

## Zmarli
- 2 lutego – Robert Tetsu (ur. 1913), francuski malarz
- 19 marca – Hugo Claus (ur. 1929), flamandzki pisarz i malarz
- 29 marca – Josef Mikl (ur. 1929), austriacki malarz
- 11 kwietnia – Franciszek Duszeńko (ur. 1925), polski rzeźbiarz
- 6 maja – Andrzej Matuszewski (ur. 1924), polski malarz, twórca happeningów i teoretyk sztuki
- 12 maja – Robert Rauschenberg (ur. 1925), amerykański rzeźbiarz, malarz
- 1 czerwca – Alton Kelley (ur. 1940), amerykański artysta
- 31 lipca – Stanisław Gosławski (ur. 1918), polski rzeźbiarz
- 21 października – Paweł Jocz (ur. 1943), polski rzeźbiarz
- 1 listopada – Jerzy Sobociński (ur. 1932), polski rzeźbiarz
- 31 grudnia:
  - Włodzimierz Borowski (ur. 1930), polski malarz
  - Magdalena Więcek (ur. 1924), polska rzeźbiarka